# عادل الوادي
عادل كامل عبد الله الوادي بحريني كان رهن الاعتقال دون محاكمة في معتقل غوانتانامو في كوبا. كان رقم السجين الأمني في معتقل غوانتانامو 60. محللي الاستخبارات الأمريكية ذكروا أن الوادي ولد في عام 1964 في المحرق بالبحرين.
تم القبض على الوادي بالقرب من الحدود الباكستانية الأفغانية وتم نقله إلى البحرين في 4 نوفمبر 2005.

## محكمة مراجعة وضع المقاتلين
في البداية أكدت إدارة بوش أنها يمكن أن تحجب جميع الحمايات لاتفاقيات جنيف من المعتقلين بشأن الحرب على الإرهاب. طعن بهذه السياسة من قبل الفرع القضائي. يقول النقاد أن الولايات المتحدة لا يمكن أن تتنصل من التزامها بإجراء المحاكم المختصة لتحديد ما إذا المعتقلون يحق لهم أو لا يحق لهم الحماية بصفة أسرى الحرب.
بعد ذلك أنشأت وزارة الدفاع محكمة مراجعة وضع المقاتلين. ومع ذلك فإن المحكمة لم تكن مخولة لتحديد ما إذا كان المعتقلون مقاتلين قانونيين بل مجرد تقديم توصية حول ما إذا كان المعتقل سبق تحديده بشكل صحيح لمطابقة تعريف إدارة بوش بأنه مقاتل عدو.
اختير الوادي للمشاركة في محكمة مراجعة وضع المقاتلين.

### المزاعم
كانت المزاعم بشأن الوادي حسب ملخص الأدلة الذي قدم للمحكمة:
- المعتقل مرتبط بتنظيم القاعدة:
  - سافر الأسير إلى أفغانستان عن طريق إيران في أواخر سبتمبر أو أوائل أكتوبر من عام 2001.
- شارك المعتقل في العمليات العسكرية ضد قوات التحالف:
  - كان المعتقل مقاتلا في تورا بورا.
  - تم القبض على المعتقل من قبل الجيش الباكستاني بعد مغادرة أفغانستان.

## جلسة مجلس المراجعة الإداري
كان من المقرر أن يتم استعراض ملفه في جلسات الاستماع الإدارية السنوية لمجلس مراجعة المعتقلين الذين كانوا مصممين على تصنيفه بشكل صحيح كما هو «مقاتل عدو». لم يسمح للمجلس بمراجعة وضع المعتقل حول ما إذا كان مؤهلا للحصول على صفة أسير حرب وأنهم غير مخولين لمراجعة ما إذا كان ينبغي تصنيف المعتقل كمقاتل عدو.
سمح للنظر في ما إذا كان ينبغي أن يستمر المعتقل رهن الاعتقال من قبل الولايات المتحدة لأنه قد يواصل تشكيل تهديد أو ما إذا كان يمكن أن يكون بأمان عند إعادته إلى عهدة وطنه أو ما إذا كان يمكن إطلاق سراحه.
كانت العوامل المؤيدة والمعارضة لاستمرار الاعتقال من بين 121 قامت وزارة الدفاع بالإفراج عنهم في 3 مارس 2006.
العوامل الأساسية التالية تفضل استمرار الاعتقال:
- النية:
  - سافر المعتقل إلى أفغانستان عن طريق إيران في أواخر سبتمبر أو أوائل أكتوبر عام 2001.
- الالتزام:
  - كان المعتقل مقاتلا في تورا بورا.
  - قام المعتقل بالتخريب والتصرف بعدوانية أثناء الاحتجاز.
- البيانات الأخرى ذات الصلة: 
  - تم القبض على المعتقل من قبل الجيش الباكستاني بعد مغادرة أفغانستان.

العوامل الأساسية التالية لصالح الإفراج عنه:
- المعتقل نفى كونه عضوا في تنظيم القاعدة.
- المعتقل نفى القتال في منطقة تورا بورا.
- ذكر المعتقل أنه لم يتم القبض عليه من قبل السلطات الباكستانية ولكنه سلم نفسه.

### نسخة طبق الأصل
اختير الوادي للمشاركة في جلس محكمة المراجعة الإدارية.

## الإفراج
أفرج عن الوادي خمسة بحرينيين آخرين حسبما صرح محاميهم جوشوا كولانجيلو بريان.
أعلنت جريدة غلف ديلي نيوز في 5 نوفمبر 2005 أن الوادي أفرج عنه وهو أحد ثلاثة معتقلين بحرينيين في طريق عودتهم إلى البلاد.
في يوم الخميس 23 أغسطس 2007 ذكرت صحيفة غلف ديلي نيوز أن عضو مجلس النواب البحريني محمد خالد إبراهيم دعا حكومة البحرين لتقديم تعويضات مالية للمفرج عنهم.

## الافتتاحية
كتب الوادي افتتاحية حول تجربته في غوانتانامو في صحيفة ميديا لاين في 28 ديسمبر 2006:
- كان السجن تحت سيطرة الأطباء النفسيين الذين حاولوا قصارى جهدهم لدفع الأسرى للجنون.
- لم يسمح للأسرى بالاستمتاع بأشعة الشمس. كانت زنازينهم تحت إضاءة ثابتة من الضوء الاصطناعي.

## مقابلة مع خدمة أخبار ماكلاتشي
في 15 يونيو 2008 نشرت خدمة أخبار ماكلاتشي سلسلة من المقالات استنادا إلى مقابلات مع 66 معتقلا سابقا في غوانتانامو. كان الوادي أحد المعتقلين السابقين الذين تضمنهم المقال.
في مقابلته مع ماكلاتشي ذكر الوادي أنه تعرض للاضطهاد الديني في سجن ساربوسا وفي غوانتانامو. قدم وصفا تفصيليا لتدنيس القرآن.
نقلت ماكلاتشي اقتباس من كلام مارك سوليفان عن مثول الوادي أمام المحكمة الذي كان قد رأى في مزاعم سرية ضده: